# Diego Herazo
Diego Fernando Herazo Moreno (Condoto, 14 aprile 1996) è un calciatore colombiano, attaccante del Nacional in prestito dal San Lorenzo.

## Carriera
Ha giocato nella prima divisione colombiana ed in quella uruguaiana.

## Palmarès

### Club

#### Competizioni nazionali
- Campionato colombiano: 1

Independiente Medellín: 2016-I
- Supercopa Uruguaya: 1

Nacional: 2025